# اوساگو لودیجیانو
اوساگو لودیجیانو (به ایتالیایی: Ossago Lodigiano) یک کومونه در ایتالیا است که در استان لودی واقع شده‌است. اوساگو لودیجیانو ۱۱٫۷ کیلومتر مربع مساحت و ۱٬۲۹۶ نفر جمعیت دارد.